# Charles Van Doorselaer
Charles Van Doorselaer foi um ciclista belga de ciclismo de pista. Representou seu país, Bélgica, na perseguição por equipes nos Jogos Olímpicos de Verão de 1920. A equipe belga terminou na quarta posição.